# 高大勇
高大勇，低温生物工程和低温保存领域知名科学家，美国华盛顿大学机械工程系和生物工程系教授、中国科学技术大学大师讲席教授，研究领域包括人工器官、低温生物医学工程和低温保存高端技术、系统和设备。新型人造生物材料等。中华人民共和国教育部第二批“长江学者”特聘教授。主持多个重点学术科研项目、担任多个期刊编委、出版包括美国医学教材和临床医学参考书在内的20余本学术著作、发表数百篇论文、获得多个奖项和数十项专利。1982年获中国科技大学学士学位，1991年获加拿大Concordia University工程博士学位。曾任中美多所大学终身教授、兼职教授或客座教授。